# Peter Pluntky
Peter Pluntky, född 23 april 1941 i Stockholm, död 8 maj 2024 i Maria Magdalena distrikt i Stockholm, var en svensk antikexpert. 
Pluntky var mellan 1989 och 2012 en av experterna i SVT:s långkörare Antikrundan. Han hade leksaker och teknikhistoria som specialitet. År 2012 lämnade Pluntky Antikrundan efter meningsskiljaktigheter och hans medverkan i en reklamfilm. 
Pluntky grundade 1980 Leksaksmuseet i Stockholm. Han höll också föredrag och värderade leksaker, bland annat åt Stockholms Handelskammare samt skrev artiklar och besvarade frågespalter för antik- och samlartidningar.